# Saint-André-du-Bois
Saint-André-du-Bois – miejscowość i gmina we Francji, w regionie Nowa Akwitania, w departamencie Żyronda.
Według danych na rok 1990 gminę zamieszkiwało 421 osób, a gęstość zaludnienia wynosiła 42 osób/km² (wśród 2290 gmin Akwitanii Saint-André-du-Bois plasuje się na 774. miejscu pod względem liczby ludności, natomiast pod względem powierzchni na miejscu 1060.).